# Cis campoi
Cis campoi is een keversoort uit de familie houtzwamkevers (Ciidae). De wetenschappelijke naam van de soort werd in 1924 gepubliceerd door Juan Brèthes.